# Tomáš Staněk
Pour les articles homonymes, voir Staněk.
Tomáš Staněk (né le 13 juin 1991 à Prague) est un athlète tchèque, spécialiste du lancer de poids. Il est champion d'Europe en salle en 2021 à Torun. 

## Carrière
Le 7 juin 2014, il porte son record à 20,93 m à Szczecin, puis en salle le 17 février 2015 à 20,94 m à Łódź.
Le 19 mars 2016, Staněk termine 16e des championnats du monde en salle de Portland avec une marque de 19,46 m.
Le 4 mars 2017, le Tchèque devient vice-champion d'Europe en salle à l'occasion de l'Euro indoor de Belgrade où il réalise un jet à 21,43 m, son record personnel. Il est devancé par le Polonais Konrad Bukowiecki (21,97 m, WL).
Le 2 juin à Schönebeck, il dépasse pour la première fois la barrière des 22 mètres en réalisant très exactement 22,01 m. Il améliore à cette occasion le record de République tchèque vieux de 30 ans (Remigius Machura 21,93 m) et établit une meilleure performance européenne de l'année, ainsi qu'un troisième performance mondiale de l'année. Le 23 juin, il égale le record des championnats des Championnats d'Europe  par équipes à Lille avec 21,63 m puis réédite cette performance exacte lors du Golden Spike Ostrava le 28 suivant.
Le 25 janvier 2018, à Ostrava, le tchèque s'impose à domicile en améliorant de vingt centimètres son record en salle, lançant à 21,61 m. Le 6 février, à Düsseldorf, il dépasse pour la première fois de sa carrière les 22 mètres en salle, réalisant 22,17 m. Il devient le 7e meilleur performeur mondial de l'histoire en salle. Deux jours plus tard, à Madrid, il s'impose avec 21,69 m. Le 15 février, il est battu lors de l'ultime étape du circuit mondial en salle de l'IAAF par Konrad Bukowiecki malgré un jet à 21,83 m, tandis que le Polonais lance 22,00 m. Au classement général, Staněk remporte le circuit et sécurise sa place pour les championnats du monde en salle.
Le 3 mars, il remporte la médaille de bronze des championnats du monde en salle de Birmingham avec un jet à 21,44 m, battu par le tenant du titre Tomas Walsh (22,31 m, record des championnats) et David Storl (21,44 m également).

## Palmarès
| Date | Compétition                        | Lieu                               | Résultat | Marque  |
| ---- | ---------------------------------- | ---------------------------------- | -------- | ------- |
| 2016 | Championnats du monde en salle     | Portland                           | 16e      | 19,46 m |
| 2017 | Championnats d'Europe en salle     | Belgrade                           | 2e       | 21,43 m |
| 2017 | Championnats d'Europe par équipes  | Lille                              | 1er      | 21,63 m |
| 2017 | Championnats du monde              | Londres                            | 4e       | 21,41 m |
| 2018 | Circuit mondial en salle de l'IAAF | Circuit mondial en salle de l'IAAF | 1er      | détails |
| 2018 | Championnats du monde en salle     | Birmingham                         | 3e       | 21,44 m |
| 2018 | Championnats d'Europe              | Berlin                             | 4e       | 21,16 m |
| 2018 | Ligue de diamant                   | Ligue de diamant                   | 5e       | 21,87 m |
| 2018 | Coupe continentale                 | Ostrava                            | 5e       | 21,22 m |
| 2019 | Championnats d'Europe en salle     | Glasgow                            | 3e       | 21,25 m |
| 2019 | Championnats d'Europe par équipes  | Bydgoszcz                          | 2e       | 20,65 m |
| 2019 | Championnats du monde              | Doha                               | 10e      | 20,79 m |
| 2020 | Circuit mondial en salle de l'IAAF | Circuit mondial en salle de l'IAAF | 2e       | détails |
| 2021 | Championnats d'Europe en salle     | Toruń                              | 1er      | 21,62 m |
| 2022 | Championnats du monde en salle     | Belgrade                           | 14e      | 19,93 m |
| 2022 | Championnats d'Europe              | Munich                             | 3e       | 21,26 m |
| 2023 | Championnats d'Europe en salle     | Istanbul                           | 2e       | 21,90 m |
| 2024 | Jeux olympiques                    | Paris                              | 10e      | 20,37 m |
| 2025 | Championnats d'Europe en salle     | Apeldoorn                          | 3e       | 20,75 m |

## Records
| Épreuve         | Épreuve   | Marque       | Lieu                | Date                     |
| --------------- | --------- | ------------ | ------------------- | ------------------------ |
| Lancer du poids | Plein air | 22,01 m (NR) | Schönebeck Varsovie | 2 juin 2017 15 août 2017 |
| Lancer du poids | En salle  | 22,17 m (NR) | Düsseldorf          | 6 février 2018           |